# Mistrzostwa Europy w Lekkoatletyce 1958 – chód na 20 km mężczyzn

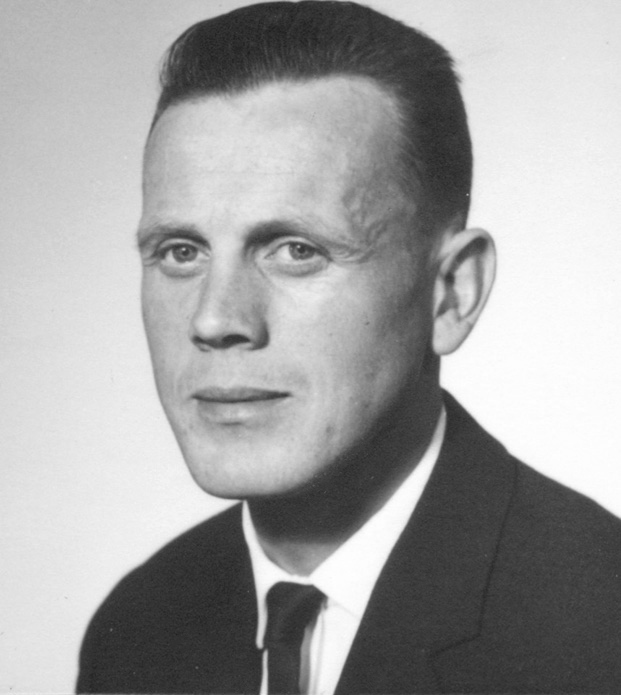
Lennart Back

Chód na dystansie 20 kilometrów mężczyzn był jedną z konkurencji rozgrywanych podczas VI Mistrzostw Europy w Sztokholmie. Został rozegrany 19 sierpnia 1958 roku. Zwycięzcą tej konkurencji został reprezentant Wielkiej Brytanii Stan Vickers. W rywalizacji wzięło udział czternastu zawodników z ośmiu reprezentacji. Konkurencja ta została rozegrana po raz pierwszy podczas mistrzostw Europy. Na poprzednich mistrzostw w 1954 odbył się w to miejsce chód na 10 000 metrów na bieżni stadionu.

## Rekordy
| Rekord świata | Leonid Spirin (SUN) | 1:27:29 | Moskwa, ZSRR | 07.07.1957 |
| Rekord Europy | Leonid Spirin (SUN) | 1:27:29 | Moskwa, ZSRR | 07.07.1957 |

## Wyniki
| Miejsce | Zawodnik            | Czas      | Uwagi |
| ------- | ------------------- | --------- | ----- |
| 1       | Stan Vickers        | 1:33:09,0 | CR    |
| 2       | Leonid Spirin       | 1:35:04,2 |       |
| 3       | Lennart Back        | 1:35:22,2 |       |
| 4       | Lennart Carlsson    | 1:35:38,4 |       |
| 5       | Louis Marquis       | 1:35:59,4 |       |
| 6       | Giuseppe Dordoni    | 1:36:16,2 |       |
| 7       | Siegfried Lefanczik | 1:39:18,6 |       |
| 8       | Gabriel Reymond     | 1:39:18,6 |       |
| 9       | Franciszek Szyszka  | 1:39:44,0 |       |
| 10      | Georges Attané      | 1:40:34,6 |       |
| 11      | Albert Johnson      | 1:41:54,4 |       |
| 12      | Jerzy Hausleber     | 1:43:53,2 |       |
| –       | Bruno Junk          | DQ        |       |
| –       | Dieter Lindner      | DQ        |       |